# Luis Peral Guerra
Luis Peral Guerra (Madrid, 5 de novembre de 1950) és un economista i polític conservador espanyol, que ha exercit els càrrecs de regidor de l'Ajuntament de Madrid, diputat de la v, vi, vii, viii, ix i x legislatures de l'Assemblea de Madrid, conseller de Treball i d'Educació de la Comunitat de Madrid i senador de la viii, ix i x legislatures de les Corts Generals.
Fill de l'empresari immobiliari i arquitecte Luis Peral Buesa i de Mariela Guerra Zunzunegui; és net del General Luis Peral Sáez, ajudant de camp de Francisco Franco. Va contreure matrimoni el 1992 amb María Ferré y de la Peña.
Enquadrat en el sector més conservador del PP, oposat a l'avortament i a la maternitat subrogada, durant el seu mandat com a conseller d'Educació (2003-2007) la comunitat autònoma va retardar la implantació de l'assignatura d'Educació per a la Ciutadania impulsada pel govern de José Luis Rodríguez Zapatero. El març de 2016 va incomplir la disciplina de partit en absentar-se en la votació de la llei contra la LGTBfobia en l'Assemblea de Madrid. Al desembre de 2016 va anunciar que renunciava a l'acta de diputat en l'Assemblea al·legant motius personals a més de finalitzar la seva activitat política.